# 石井美絵子
石井 美絵子（いしい みかこ、1990年4月17日 - ）は、日本の女性ファッションモデル。茨城県出身。アワーソングスクリエイティブ所属。

## 略歴
高校3年の時、事務所の先輩である山田優のシングル『REAL YOU』発売記念の応募特典として行われたイベントに参加した際、山田が偶然見つけて関係者に紹介したのがデビューのきっかけ。

## 人物
父親が九州出身。3歳上の兄がいる。
名前の読みが「みえこ」でなく「みかこ」なのは母親の案。絵画の「か（い）」から取ったという。

## モデル活動

### ランウェイ
- 東京ガールズコレクション（さいたまスーパーアリーナ）
  - 第13回 東京ガールズコレクション 2011 AUTUMN / WINTER（2011年9月）[7]
  - 第15回 東京ガールズコレクション 2012 AUTUMN / WINTER（2012年10月）[8]
  - 第17回 東京ガールズコレクション 2013 AUTUMN / WINTER（2013年8月）[9]
  - 第23回 東京ガールズコレクション 2016 AUTUMN / WINTER（2016年9月）[10][11]
- 2014 YUMI KATSURA GRAND COLLECTION in TOKYO（2014年2月）[12]
- Oggi Fashion College～働く女性のためのセンスアップ2days～（2014年3月）[13]
- しごとなでしこファッションショー（2015年7月）[14]

### 雑誌
レギュラーモデル
- non-no
- mina
- Myojo
- ポポロ
- Classi[2]
- Domani[2]
- Oggi

### カタログ
- iedit 2012 - 13年 秋冬号（フェリシモ）

## 出演

### テレビドラマ
- 正義の味方（2008年7月 - 9月、日本テレビ） - 堀田亜梨沙 役[15]
- チーム・バチスタの栄光（2008年10月 - 12月、関西テレビ/フジテレビ） - 田口茜 役[16]
- チーム・バチスタ第2弾 ナイチンゲールの沈黙（2009年10月9日、関西テレビ・フジテレビ） - 田口茜 役[17]
- おひとりさま（2009年10月 - 12月、TBS） - 菊池理香 役[18]
- 崖っぷちのエリー〜この世でいちばん大事な「カネ」の話〜（2010年7月 - 9月、テレビ朝日） - 川田すもも 役
- 不倫をコウカイしてます（2020年9月、朝日放送 / テレビ朝日）[19]

### テレビ番組
- 東京上級デート（2014年3月、テレビ朝日） - ＃94 六本木
- タビフク+VR（2019年11月・12月4日、BS-TBS） - #78・79 箱根[4]

### 映画
- 陽だまりの彼女（2013年）[20]

### 舞台
- ミュージカル『美少女戦士セーラームーン』 - セーラープルート 役
  - Petite Étrangère（2014年8月）[21]
  - Un Nouveau Voyage（2015年9月 - 10月）[22]
  - Amour Eternal（2016年10月 - 11月）[23][24]
  - Amour Eternal 再演（2017年3月）[25]
  - Le Mouvement Final（ル ムヴマン フィナール）（2017年9月 - 10月）[26]
- ミュージカル『ハートの国のアリス』 - ビバルディ 役
  - ミュージカル『ハートの国のアリス』（2015年2月）[27]
  - ミュージカル『ハートの国のアリス〜The Best Revival〜』（2016年1月）※急病のため初日より降板。
- 逆転裁判2 ～さらば、逆転～ - 華宮霧緒 役
  - 初演（2015年4月 - 5月）[28]
  - 再演（2015年10月 - 11月）
- 乃木坂46版 ミュージカル『美少女戦士セーラームーン』 - タキシード仮面 / 地場衛 役
  - 6月公演（2018年6月）[29]
  - 9月公演（2018年9月）[29]
  - 2019（2019年10月 - 11月）[30]
- ReadingStage『百合と薔薇』（2019年6月）[31]
- 夕-ゆう-（2019年8月） - 三上夕  役[2][32]
- 27 -7ORDER-（2020年2月 - 3月） - ジャニス 役[33]
- YOSHITSUNE 廻（2021年5月） - 常盤御前 役[34]
- 天才劇団バカバッカ『ヴァンダフルワールド』（2021年10月 - 11月）[35]
- ≠ME ACT LIVE おジャ魔女どれみドッカ～ン！（2022年5月） - 女王様 役[36]
- 呪術廻戦 - 家入硝子 役
  - 呪術廻戦（2022年7月 - 8月）[37]
  - 呪術廻戦 -懐玉・玉折-（2025年8月 - 9月〈予定〉）[38]

- Shuffle! まぜこぜ図書館『若草三銃士物語』（2022年11月） - ミレディ 役[39]
- リコリス・リコイル（2023年1月） - 中原ミズキ 役[40]
  - リコリス・リコイル Life won't wait.（2024年6月）[41]
- 白豚貴族ですが前世の記憶が生えたのでひよこな弟育てます（2023年10月） - 百華公主 役[42][43]

### ネット配信
- 中屋敷法仁プレゼンツ 即興監獄 エチュードプリズン（2020年8月、シアターコンプレックス）[44]